# 牙買加軍事
牙買加軍事（英語：Jamaica Defence Force）是中美洲牙買加的武力，屬於中型武裝力量，約2千7百人組成，以輕步兵和輕裝甲車輛為主，搭配少量直升機。
現代牙買加軍的歷史可以追溯到1800年起英國在當地殖民所扶植的當地步槍隊「西印度步兵团」，二戰後基于英国与英联邦领域密切相一致，成員都在英国或加拿大基地代訓，目前包括一个三營規模的步兵团和储备军团，一个空军联队，海岸警卫队舰队和工程營。

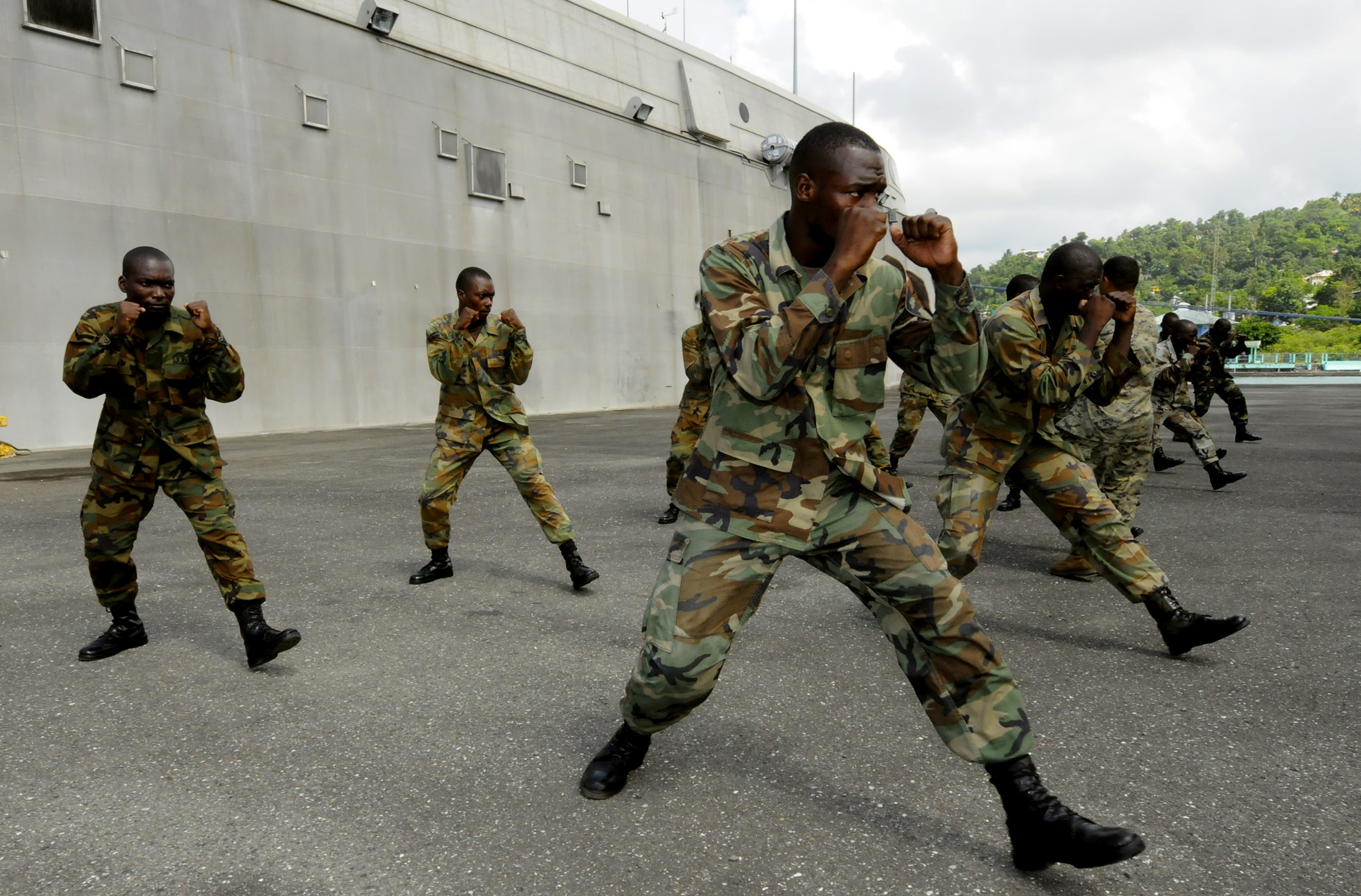
牙買加步兵
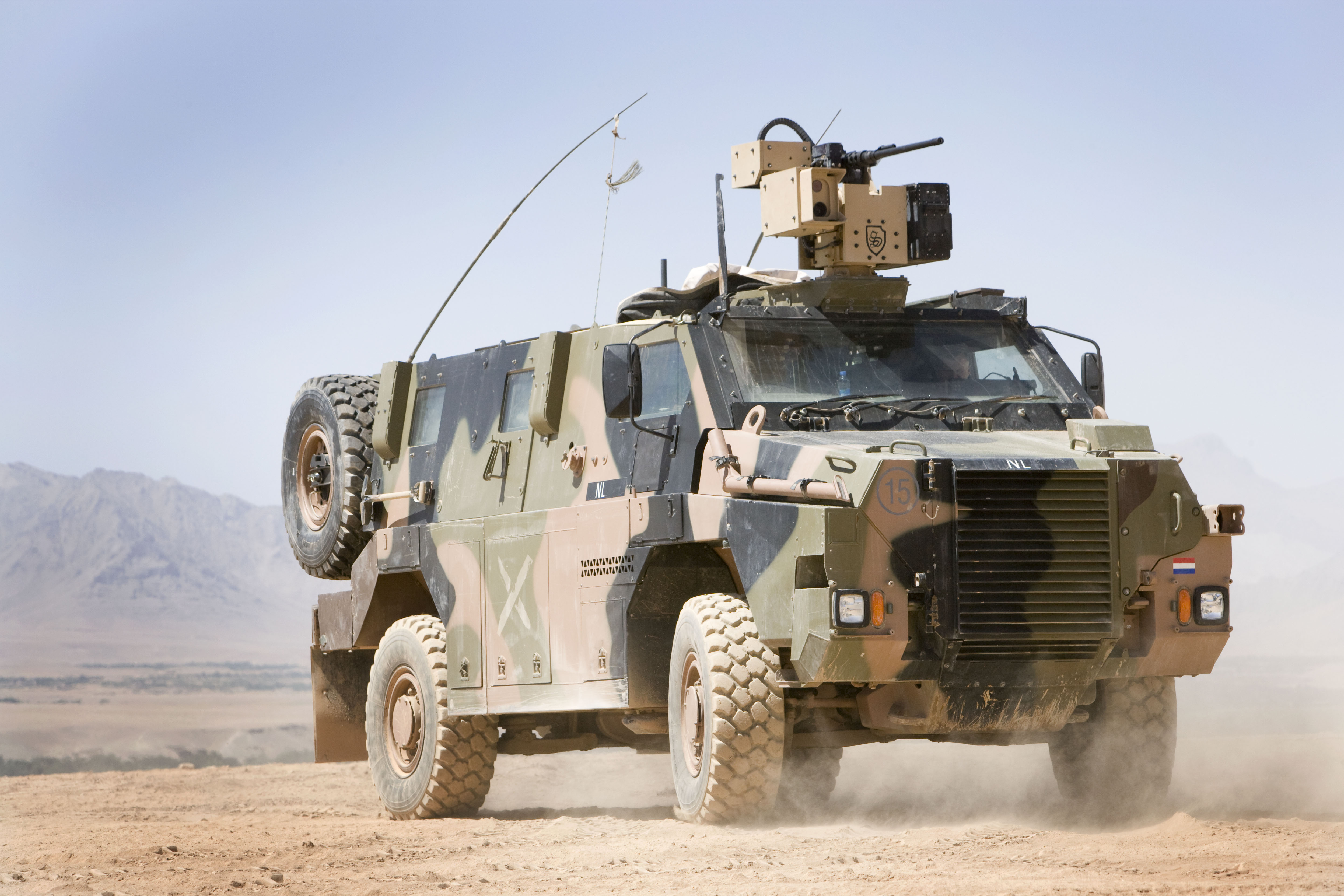
野外征服者装甲車
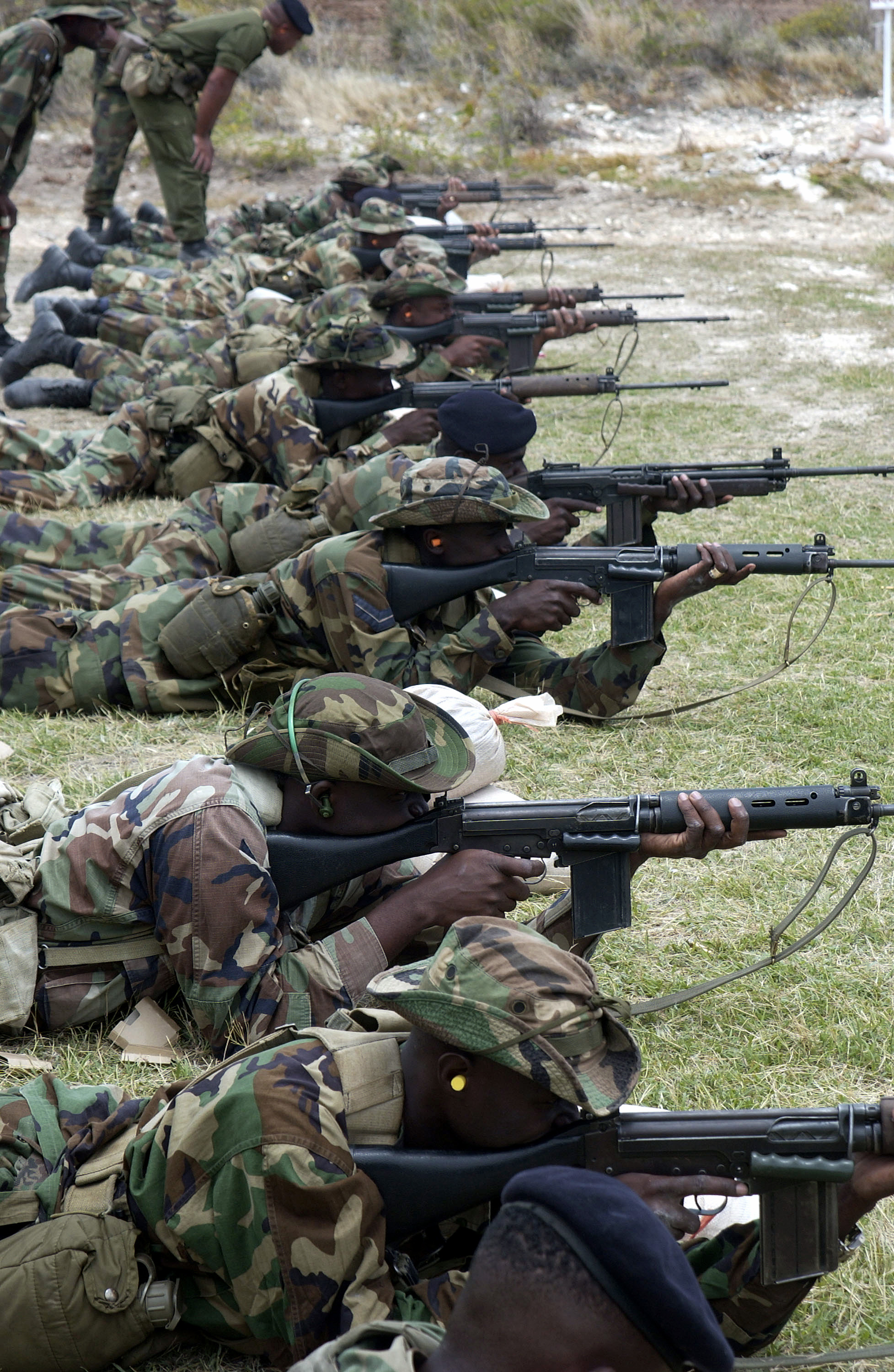
於英軍代訓的步兵
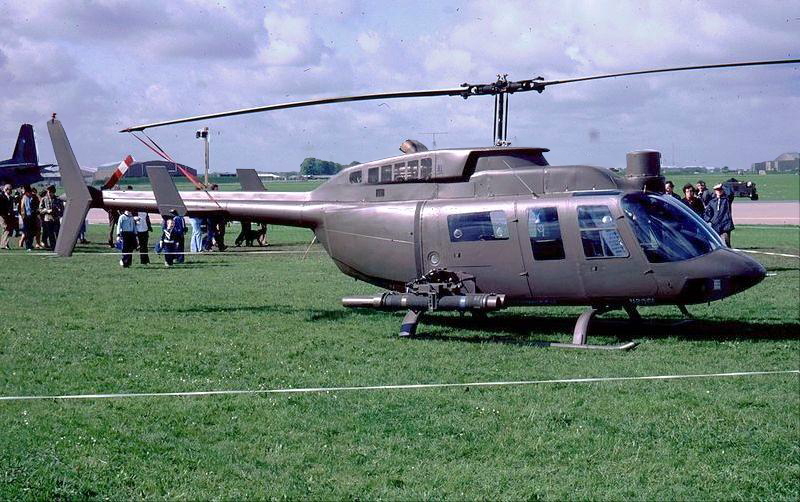
贝尔 206直升機